# Audrey Fontaine
Audrey Mittelheisser, née Fontaine le 24 mars 1992 à Rennes, est une joueuse de badminton française spécialiste du double dames et du double mixte. Elle est licenciée à l'Issy-les-Moulineaux Badminton Club et s'entraîne à l'Institut national du sport, de l'expertise et de la performance (INSEP).

## Carrière
Audrey Fontaine a commencé le badminton à l'âge de 9 ans. En 2010 elle a été sélectionnée pour la première fois dans l'équipe de France. La même année elle participe aux championnats du monde avec Marion Luttmann. Puis en 2012 elle gagne son premier titre aux championnats de France en mixte avec Baptiste Carême. 

## Palmarès

### Jeux européens
Double mixte
| Année | Lieu                                 | Partenaire           | Adversaires               | Score        | Résultat |
| ----- | ------------------------------------ | -------------------- | ------------------------- | ------------ | -------- |
| 2015  | Baku Sports Hall, Bakou, Azerbaïdjan | Gaëtan Mittelheisser | Sara Thygesen Niclas Nøhr | 16–21, 16–21 | Argent   |

### Championnats d'Europe
Double mixte
| Année | Lieu                             | Partenaire  | Adversaires               | Score        | Résultat |
| ----- | -------------------------------- | ----------- | ------------------------- | ------------ | -------- |
| 2017  | Sydbank Arena, Kolding, Danemark | Ronan Labar | Chris Adcock Gabby Adcock | 14–21, 13–21 | Bronze   |

### Jeux méditerranéens
Double dames
| Année | Lieu                                    | Match | Partenaire   | Adversaires                 | Score        | Résultat |
| ----- | --------------------------------------- | ----- | ------------ | --------------------------- | ------------ | -------- |
| 2013  | Mersin University Hall, Mersin, Turquie | 1     | Émilie Lefel | Nika Končut Maja Tvrdy      | 25–23, 21–12 | Argent   |
| 2013  | Mersin University Hall, Mersin, Turquie | 2     | Émilie Lefel | Karin Maran Xandra Stelling | 21–12, 21–6  | Argent   |
| 2013  | Mersin University Hall, Mersin, Turquie | 3     | Émilie Lefel | Özge Bayrak Neslihan Yiğit  | 13–21, 11–21 | Argent   |

### BWF International Challenge/Series
Double dames
| Année | Tournoi                         | Partenaire    | Adversaires                              | Score               | Résultat  |
| ----- | ------------------------------- | ------------- | ---------------------------------------- | ------------------- | --------- |
| 2010  | Turkiye International Challenge | Laura Choinet | Anastasiia Akchurina Maria Korobeynikova | 14-21, 14-21        | Finaliste |
| 2011  | Swiss International             | Laura Choinet | Pradnya Gadre Prajakta Sawant            | 21-19, 10-21, 10-21 | Finaliste |
| 2012  | Irish International             | Émilie Lefel  | Samantha Barning Eefje Muskens           | 12-21, 8-21         | Finaliste |
| 2012  | Kharkov International           | Émilie Lefel  | Isabel Lohau Carla Nyenhuis              | 20-22, 12-21        | Vainqueur |
| 2013  | White Nights                    | Émilie Lefel  | Samantha Barning Eefje Muskens           | 12-21, 8-21         | Finaliste |

Double mixte
| Année | Tournoi                       | Partenaire           | Adversaire                                 | Score                    | Résultat  |
| ----- | ----------------------------- | -------------------- | ------------------------------------------ | ------------------------ | --------- |
| 2011  | White Nights                  | Baptiste Carême      | Danny Bawa Chrisnanta Yu Yan Vanessa Neo   | 18-21, 21-19, 15-21      | Finaliste |
| 2012  | White Nights                  | Baptiste Carême      | Wojciech Szkudlarczyk Agnieszka Wojtkowska | 21-17, 21-10             | Vainqueur |
| 2014  | Italian International         | Gaëtan Mittelheisser | Ronan Labar Émilie Lefel                   | 15-21, 14-21             | Finaliste |
| 2014  | Brazil International          | Gaëtan Mittelheisser | Laurent Constantin Laura Choinet           | 11-10, 5-11, 11-10, 11-7 | Finaliste |
| 2015  | Babolat Kharkiv International | Gaëtan Mittelheisser | Robert Mateusiak Nadiezda Zieba            | 14-21, 14-21             | Finaliste |
| 2015  | Finnish Open                  | Gaëtan Mittelheisser | Anatoliy Yartsev Evgeniya Kosetskaya       | 21-16, 17-21, 10-21      | Finaliste |
| 2016  | YONEX Belgian International   | Ronan Labar          | Alexander Bond Ditte Søby                  | 21-19, 21-14             | Vainqueur |
| 2018  | Li Ning Czech Open            | Ronan Labar          | Jeppe Bay Ditte Søby                       | 21-10, 12-21, 21-13      | Vainqueur |

 BWF International Challenge
 BWF International Series
 BWF Future Series

### Championnats de France
Double mixte
| Année | Partenaire           | Adversaires                      | Score               | Résultat |
| ----- | -------------------- | -------------------------------- | ------------------- | -------- |
| 2011  | Mathias Quere        |                                  | -                   | Bronze   |
| 2012  | Baptiste Carême      | Sylvain Grosjean Emilie Lefel    | 10-21, 21-19, 21-18 | Or       |
| 2014  | Gaëtan Mittelheisser | Laurent Constantin Laura Choinet | -                   | Argent   |
| 2015  | Gaëtan Mittelheisser | Ronan Labar Emilie Lefel         | -                   | Argent   |
| 2016  | Gaëtan Mittelheisser | Ronan Labar Emilie Lefel         | -                   | Or       |
| 2017  | Ronan Labar          | Jordan Corvée Anne Tran          | -                   | Or       |
| 2019  | Ronan Labar          | Thom Gicquel Delphine Delrue     | -                   | Argent   |

Double Dames
| Année | Partenaire      | Adversaires                 | Score | Résultat |
| ----- | --------------- | --------------------------- | ----- | -------- |
| 2014  | Emilie Lefel    |                             | -     | Bronze   |
| 2016  | Anne Tran       | Delphine Delrue Léa Palermo | -     | Argent   |
| 2019  | Lauren Fontaine | -                           | -     | Bronze   |

## Vie privée
Audrey Fontaine et Gaëtan Mittelheisser se sont mariés en 2018. 